# Glaphyria falcatalis
Glaphyria falcatalis là một loài bướm đêm trong họ Crambidae.